# Titta vi spökar
Titta vi spökar (engelska: House) är en amerikansk skräck-/komedifilm från 1986 i regi av Steve Miner, med William Katt, George Wendt, Richard Moll och Kay Lenz i rollerna. Filmen fick tre uppföljare: Titta vi spökar 2 (1987), Titta vi spökar 3 (1989) och Titta vi spökar 4 (1992).

## Handling
Filmen handlar om författaren Roger Cobb (William Katt) som efter sin son Jimmys försvinnande flyttar in i hans faster gamla hus, för att få vara ensam och skriva på sin nya bok, som ska handla om Rogers upplevelser i Vietnam. Efter ett tag börjar det hända underliga saker och Roger inser snart att det finns riktiga monster i huset.

## Rollista
| William Katt   | – Roger Cobb     |
| George Wendt   | – Harold Gorton  |
| Richard Moll   | – Big Ben        |
| Kay Lenz       | – Sandy Sinclair |
| Mary Stavin    | – Tanya          |
| Michael Ensign | – Chet Parker    |
| Erik Silver    | – Jimmy          |
| Mark Silver    | – Jimmy          |
| Susan French   | – Aunt Elizabeth |